# Хахберг-Заузенберг
Маркграфство Хахберг-Заузенберг (нем. Markgrafschaft Hachberg-Sausenberg) — историческое государство в составе Священной Римской империи, существовавшее в период с 1306 по 1503 годы. Возникло в 1306 году в результате раздела Баден-Хахберга между братьями Генрихом III и Рудольфом I.

## История
После смерти их отца, Генриха II в 1298 году братья Генрих III и Рудольф I правили поначалу совместно. В 1306 году между ними был заключён договор о разделе маркграфства: Генриху III оставалось родовое владение — ландграфство Хахберг, в то время как Рудольф I получил владение Заузенберг, приобретённое его отцом в 1232 году у монастыря св. Власия, вместе с правами управления монастырскими пробствами Бюргельн, Зитценкирх (район города Кандерн) и Вайтенау (на территории общины Штайнен (Баден)).
В 1298/1299 году Рудольф сочетался браком с дочерью Отто фон Рёттельна, и с 1311 года совместно с Лютхольдом II фон Рёттельном (ум. в 1316 году), последним из своего рода, управлял расположенным на самом юге Брайсгау владением Рёттельн, которое, увеличивая территорию маркграфства как минимум на треть, стало основой возвышения Хахберг-Заузенбергского дома. Однако Рудольф скончался раньше Лютхольда, и Рёттельн унаследовал сын Рудольфа Генрих, перенёсший маркграфскую резиденцию из Заузенбурга в замок Рёттельн.
В сентябре 1444 году к хахберг-заузенбергскому маркграфству было присоединено владение Баденвайлер, подаренное бездетным графом Иоганном Фрайбургским (Graf Johann von Freiburg und Neuenburg) своему племяннику Рудольфу IV и Гуго Хахберг-Заузенбергскому. Через 3 года, в 1447 году граф Иоганн передал Рудольфу и графство Нойенбург; после смерти графа Рудольф унаследовал и прочие его владения в Франш-Конте.
В 1503 году на основании договора о наследстве между Филиппом Хахберг-Заузенбергским и Кристофом I Баденским маркграфство Хахберг-Заузенберг отошло основной линии Баденского дома, став составной частью маркграфства Баден.

## «Рёттельнская сделка»
Переговоры с Баденом о заключении договора о наследстве вёл уже отец Филиппа, маркграф Рудольф IV; при Филиппе они закончились 31 августа 1490 года подписанием соглашения, известного как «Рёттельнская сделка». Первоначальным основанием для договора послужило намерение объединения баденских земель посредством брачного союза между одним из сыновей Кристофа I, Филиппом Баденским (1479—1533) и единственной (наследной) дочерью Филиппа Хахберг-Заузенбергского, Жанной (ок. 1485—1543). План не удалось реализовать лишь из-за давления французского короля, не желавшего консолидации баденских владений на своей восточной границе.
После смерти отца Жанна приняла титул графини Нойенбургской (=Нёвшательской), и в 1504 году вышла замуж за Людовика Орлеанского (из нелегитимной побочной линии герцогов Орлеанских-Лонгвилей), что дало ему не только титул иностранного принца, но также и известное основание Iure uxoris (то есть «по праву жены») назвать себя «маркизом Рёттельнским» (франц. marquis de Rothelin); хотя фактически такого титула не существовало. После смерти Иоганны в 1543 году её сын Франсуа, получивший от короля титул пэра Франции, продолжал именовать себя рёттельнским маркизом и передал этот «титул» своему сыну, также Франсуа, основавшему побочную (нелегитимную) линию Орлеанских-Рётлин.
Опираясь на поддержку французской короны и швейцарских городов Солотурн, Люцерн, Фрибур и Берн, Иоганна и Лонгвили в течение длительного времени безуспешно пытались оспорить «рёттельнскую сделку». В 1581 году спор был окончательно улажен посредством выплаты отступных 225 000 гульденов дому Лонгвилей; хотя титул «рёттельнских маркизов» они продолжали использовать и после, вплоть до пресечения линии в XVIII веке.

## Территории
- Ландграфство Заузенберг,
- Владение Рёттельн
- Владение Баденвайлер

Все вместе составляют так называемый Маркгрефлерланд (нем. Markgräflerland), буквально «землю маркграфов» — обширное владение к северу от Базеля и к югу от Фрайбурга.

## Список маркграфов Хахберг-Заузенберга
(В скобках даны даты правления)
- Рудольф I (1306—1312)
- Генрих (1312—1318)
- Отто (1318—1384)
- Рудольф II (1318—1352)
- Рудольф III (1352—1428)
- Вильгельм (1428—1441)
- Рудольф IV (1441—1487)
- Филипп (1487—1503)